# Златоносовичи
Златоносовичи (на босненски: Zlatonosovići) са средновековна босненска аристократична фамилия владяла земите в Усора, в североизточната част на днешна Босна и Херцеговина.
За първия представител на рода Златоносовичи, чието име не е запазено в източниците, се знае, че е женен за една от сестрите на Хървое Вукчич Хърватинич.
Неговите синове се казват Влад и Стефан. Двамата участват в отряда на войводата Влатко Вукович Косача в Косовската битка на 15 юни 1389 г. и са пленени от османците. По-сетнешните усилия на крал Твръдко I да ги издири и откупи заедно с други пленени войводи остават безрезултатни. Братовчедите им Вукашин и Вукмир Златоносовичи също правят опити да ги откупят чрез дубровнишки пратеници през 1403 г., отново без успех.
За Вукмир Златоносович е известно, че през 1415 г. участва в заговора на Сандал Косача за убийството на княз Павле Раденович, за което му е обещано при подялбата на земите на Раденович да получи град Олово. Павле Раденович по-късно умира от раните, които заговорниците му нанесли, но тъй като заговорът не протекъл както е предвидено, Вукмир не получава Олово. През 1424 г. Вукмир се разболява и повече не е споменат никъде в източниците, но Вукашин Златоносович става един от влиятелните боляри в Босна. През 1430 г. избухва конфликт между него и крал Твръдко I, и кралят се готви да го нападне. Известно е писмо от Дубровник до Сандал Косача с дата 22 ноември 1430 г., в което дубровнишките власти изразяват съжаление относно случилото се със Златоносовичи. Не е ясно какво точно се е случило, но историците предполагат, че целият род е заличен по заповед на Твръдко I, защото след тази дата няма никакви други данни за тази фамилия и със смъртта на Вукашин родът е прекъснат.